# Adolf Taube
Adolf Taube (ur. 25 września 1908 w Rudelsdorfie, zm. ?) – zbrodniarz nazistowski, SS-Unterscharführer, członek załogi niemieckiego obozu koncentracyjnego Auschwitz-Birkenau.
W trakcie II wojny światowej pełnił służbę w kompleksie obozowym Auschwitz, gdzie należał do Wydziału III załogi obozu. W tym okresie sprawował między innymi funkcję Rapportführera w obozie kobiecym (Frauenlager) w Birkenau (odcinki BIa i BIb) oraz kierownika podobozu Hindenburg.
Według byłych więźniarek Taube był najokrutniejszym z esesmanów, którzy pełnili służbę w obozie kobiecym w Birkenau. Brał on udział zarówno w licznych selekcjach Żydów na rampie obozowej, jak i wśród więźniarek podczas apeli, w szpitalu i blokach oraz w trakcie ich powrotu z pracy. Następnie nadzorował on ich transport do komór gazowych. Oprócz tego dopuszczał się indywidualnych morderstw (przykładowo rozstrzeliwał więźniarki, które spóźniły się do pracy) i maltretował więźniarki na każdym kroku, przy czym specjalizował się w długotrwałych apelach i urządzaniu tzw. „sportu”.
O jego powojennych losach nic nie wiadomo.